# Claudio Castelucho
Castelucho  Diana est un nom espagnol. Le premier nom de famille, en général paternel, est Castelucho ; le second, en général maternel, souvent omis, est Diana.
Claudio Castelucho y Diana, né le 5 juillet 1870 à Barcelone et mort le 31 octobre 1927 au Plessis-Robinson, est un sculpteur, peintre et professeur catalan - espagnol qui a vécu en France.

## Biographie

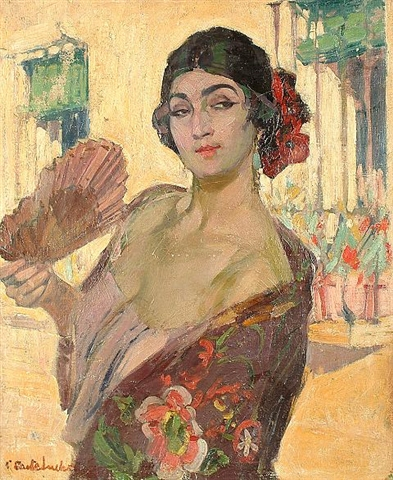
Danseuse de flamenco (c.1905)

Son père, Antonio Castelucho y Vendrell (1838-1910) était un concepteur/designer de scène. C’est avec lui que Claudio a reçu ses premières leçons et a également collaboré à plusieurs traités artistiques concernant la théorie de la perspective.  Encore adolescent, il a commencé à participer à des expositions. En 1892, après quelques brèves études à la Escuela de Bellas Artes de Barcelone, il s’installe à Paris avec sa famille.
Au cours de ses premières années, il travaille avec son père et son frère cadet comme décorateur et commence à peindre des paysages. Il a fait ses débuts français au Salon de 1897. Les thèmes espagnols s’étant avérés populaires, il concentre sa production sur ces thèmes.
Il commence à enseigner à l'Académie Colarossi et, en 1905, est devenu l'un des premiers enseignants du groupe de professeurs à l'Académie de la Grande Chaumière, fondée par Alice Dannenberg et Martha Stettler.  En tant que professeur, il est devenu très populaire, surtout auprès des artistes étrangers qui étudiaient à Paris. Parmi ses étudiants : Kathleen O'Connor (Australie), Margaret Jordan Patterson, Edwin Holgate (Canada), Alice Pike Barney (États-Unis), Adolphe Milich (Pologne) ou Jacques Camus.
En 1913, il a tenu une grande exposition à la Galerie Moos, un espace consacré à l'art moderne à Genève, où il a présenté certaines de ses peintures espagnoles  composées lors d'une  brève visite en Espagne en 1910. Excepté un autre court voyage de retour au pays au début de la Première Guerre mondiale, il restera à Paris pour le reste de sa vie et continuera à être un participant régulier des Salons, notamment au Salon des indépendants (1927).